# Петрилака де Муреш (Муреш)
Петрилака де Муреш (рум. Petrilaca de Mureș) насеље је у Румунији у округу Муреш у општини Горнешти. Oпштина се налази на надморској висини од 393 m.

## Становништво
Према подацима из 2002. године у насељу је живело 505 становника.

### Попис2002.
| Расподела становништва по националности 2002.‍ | Расподела становништва по националности 2002.‍ | Расподела становништва по националности 2002.‍ | Расподела становништва по националности 2002.‍ | Расподела становништва по националности 2002.‍ |
| --------------------------------------------- | --------------------------------------------- | --------------------------------------------- | --------------------------------------------- | --------------------------------------------- |
|                                               |                                               |                                               |                                               |                                               |
| Мађари                                        | Мађари                                        |                                               | 453                                           | 90,2%                                         |
| Роми                                          | Роми                                          |                                               | 49                                            | 9,8%                                          |